# Como podríamos pensar

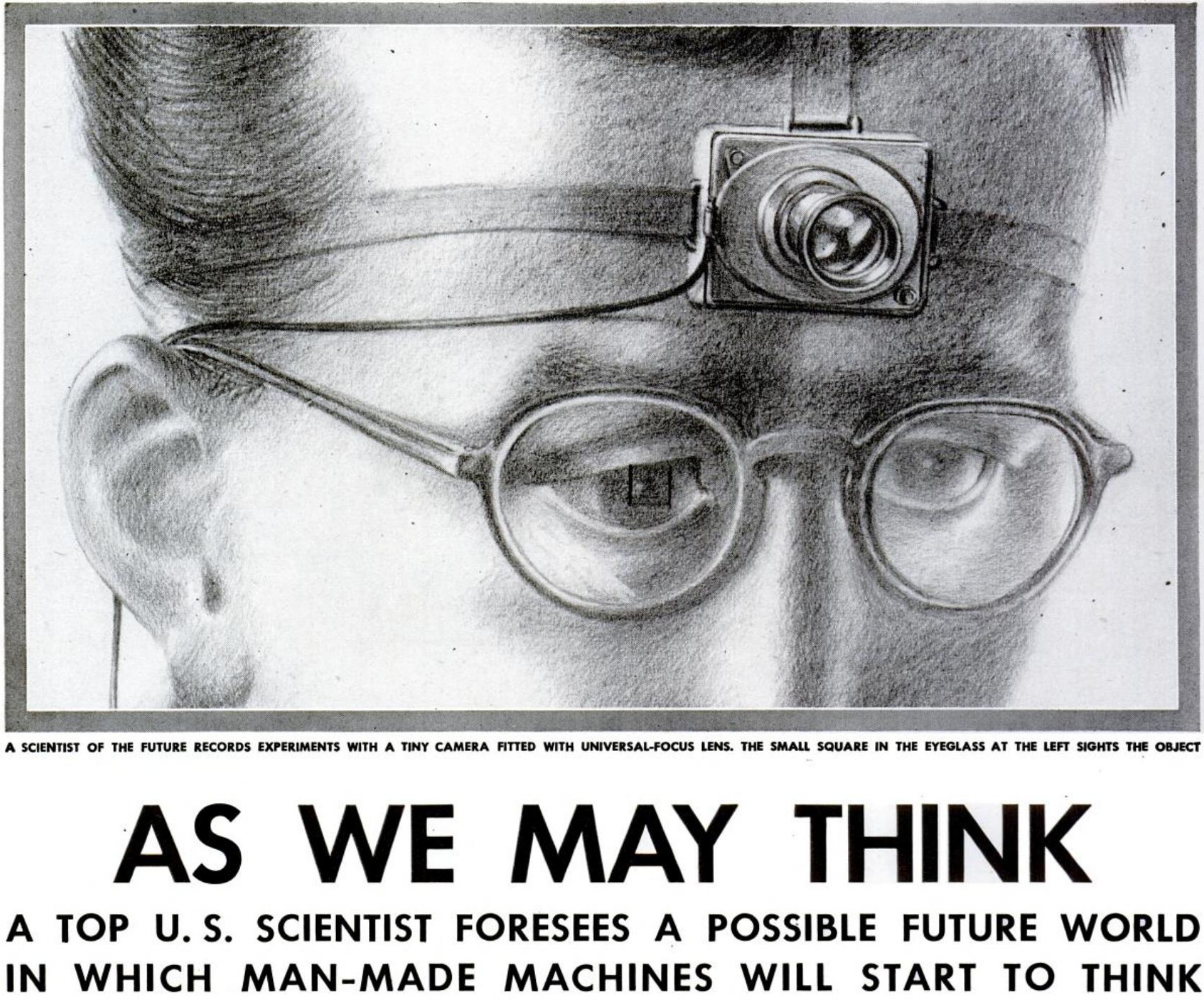
Portada de «Como podríamos pensar» de Vannevar Bush.

«Cómo podríamos pensar» («As we may think» en el original en inglés) es un artículo escrito por Vannevar Bush en 1945 que ha sido descrito como visionario e influyente, anticipando muchos aspectos de la sociedad de la información. Fue inicialmente publicado en The Atlantic en julio de 1945 y reeditado en una versión abreviada en septiembre del mismo año –antes y después del ataque nuclear a Hiroshima y Nagasaki. En él, Bush expresa su preocupación por «hacer más accesible el inmenso y siempre desconcertante almacén de conocimiento de la raza humana [y hace] una llamada al establecimiento de una nueva relación entre el ser humano pensante y la suma de nuestro conocimiento».

## Desarrollo del concepto
El artículo es una versión reeditada y aumentada del ensayo que Bush escribió en 1939 denominado «Mechanization and the Record». En él describe una máquina que combinaría tecnología para lograr la organización de conocimiento complejo. Poco tiempo después de la publicación de este ensayo, Bush acuñó el término memex en una carta escrita al editor de la revista Fortune. Esta carta se convirtió en el cuerpo del artículo en el que se describe una propuesta tecnológica –el memex- que va encaminada a resaltar la importancia de la organización de la información en una era en la que ésta abunda. El memex es un sistema imaginario de gestión personal de información, diseñado como un sofisticado lector de microfilmes con funciones que ningún lector de su época tenía.
Bush estaba principalmente interesado en apoyar el proceso mental de la asociación, de ahí el nombre memex como una extensión de la memoria por la asociación. Se define como una biblioteca y archivo de naturaleza y alcances privados. Es una máquina de trabajo en la que sobresale el hecho del almacenamiento de una gran cantidad de documentos pregrabados a través de microfilmes. Material adicional puede introducirse a través de un sistema fotográfico seco (fotocopias) o del tecleado. Para visualizar las páginas de los libros se introduce un código de indización que controla un mecanismo de selección o a través de palancas para cambiar las hojas de un ítem seleccionado. Cada dos ítems pueden ser codificados para selección permanente. Bush llama «sendero» a este código de asociación de forma análoga al que se establece con la asociación mental. Los ítems se encadenan de forma automática y, a diferencia de las asociaciones mentales, los senderos en el memex no se debilitan con el tiempo y su recuperación no requiere de las jerarquías de la indización tradicional.

## Resultados de la propuesta
«Cómo podríamos pensar» predijo hasta cierto punto, muchos tipos de tecnología que fueron inventados después de su publicación, incluyendo el hipertexto, las computadoras personales, la Internet, la World Wide Web, el reconocimiento del habla, y enciclopedia en línea como Wikipedia. “Veremos aparecer formas totalmente nuevas de enciclopedias, conteniendo de origen numerosos senderos de información preestablecidos, listas para ser introducidas en el memex con la capacidad de ser ampliadas por el usuario”. Bush imaginó una tecnología capaz de recuperar varios documentos en una pantalla con la posibilidad de escribir comentarios que serían almacenados y recuperados de manera vinculada. Proponía crear ligas entre artículos relacionados y así hacer un mapa del proceso de pensamiento y el sendero de cada usuario, almacenándolo para que otros pudieran aprovecharlo. Wikipedia es un ejemplo de cómo llevar a cabo esta idea, permitiendo que los usuarios liguen palabras a otros temas relacionados, mientras que el historial de uso del navegador mapea las pistas a los posibles senderos de interacción. El artículo de Bush también sentó las bases para los nuevos medios. Doug Engelbart se encontró con el artículo poco después de su publicación y, teniendo el memex presente, comenzó un trabajo que eventualmente resultaría en la invención del mouse, del procesador de palabras, del hipervínculo y de muchos conceptos de los nuevos medios para los que estas invenciones fueron las tecnologías posibilitadoras.